# シアトリズム ファイナルファンタジー オールスターカーニバル
『シアトリズム ファイナルファンタジー オールスターカーニバル』（THEATRHYTHM FINAL FANTASY Allstar Carnival、略称: TFFAC）は、スクウェア・エニックスより発売されたアーケードゲーム。オンライン稼働期間は2016年9月27日 - 2021年4月1日。

## 概要
ファイナルファンタジーシリーズを題材とした音楽ゲーム『シアトリズム ファイナルファンタジー』の初のアーケード用タイトルとして、「ジャパン アミューズメントエキスポ 2016」において正式発表された。開発元のインディーズ・ゼロにとっても初のアーケードゲームとなる。ファイナルファンタジーシリーズのアーケード作品としては『ディシディア ファイナルファンタジー (アーケードゲーム)』に続き2作品目となり、NESiCA対応の音楽ゲームとしてはタイトーの『グルーヴコースター』に続き2作品目となる。
新要素として非同期型のオンライン協力プレイモードの実装がある。コントロールデバイスについてはコンシューマおよびスマートフォン版のタッチスクリーン方式に替わって、専用のコントロールパネルが採用されている。
本作は『パズドラ バトルトーナメント』の筐体をコンバートさせての稼働が可能であり、一部店舗は入れ替わる形での稼働となっている。
2021年4月1日をもってネットワークサービスを終了し、以後はオフラインのみでの稼働となる。

## キャラクター
本作では、キャラクター毎にステータスに応じたタイプが設定されている。

### メインキャラクター
最初から選べるキャラクター。
ウォーリア・オブ・ライト
『ファイナルファンタジー』より。防御タイプ。召喚獣はアレクサンダー。
セーラ姫
『ファイナルファンタジー』より。回復タイプ。召喚獣はシヴァ。
フリオニール
『ファイナルファンタジーII』より。攻撃タイプ。召喚獣はアレクサンダー。
ミンウ
『ファイナルファンタジーII』より。回復タイプ。召喚獣はフェニックス。
オニオンナイト
『ファイナルファンタジーIII』より。敏捷タイプ。召喚獣はイフリート。
シド・ヘイズ
『ファイナルファンタジーIII』より。体力タイプ。召喚獣はアレクサンダー。
セシル・ハーヴィ
『ファイナルファンタジーIV』より。体力タイプ。召喚獣はオーディン。
リディア
『ファイナルファンタジーIV』より。召喚タイプ。召喚獣はリヴァイアサン。
バッツ・クラウザー
『ファイナルファンタジーV』より。敏捷タイプ。召喚獣はイフリート。
ファリス・シェルヴィッツ
『ファイナルファンタジーV』より。敏捷タイプ。召喚獣はリヴァイアサン。
ティナ・ブランフォード
『ファイナルファンタジーVI』より。魔法タイプ。召喚獣はラムウ。
ロック・コール
『ファイナルファンタジーVI』より。敏捷タイプ。召喚獣はフェニックス。
クラウド・ストライフ
『ファイナルファンタジーVII』より。攻撃タイプ。召喚獣はナイツオブラウンド。
エアリス・ゲインズブール
『ファイナルファンタジーVII』より。回復タイプ。召喚獣はナイツオブラウンド。
スコール・レオンハート
『ファイナルファンタジーVIII』より。攻撃タイプ。召喚獣はシヴァ。
サイファー・アルマシー
『ファイナルファンタジーVIII』より。防御タイプ。召喚獣はオーディン。
ジタン・トライバル
『ファイナルファンタジーIX』より。敏捷タイプ。召喚獣はイフリート。
ビビ・オルニティア
『ファイナルファンタジーIX』より。魔法タイプ。召喚獣はバハムート。
ティーダ
『ファイナルファンタジーX』より。敏捷タイプ。召喚獣はバハムート。
ユウナ
『ファイナルファンタジーX』より。召喚タイプ。召喚獣はバハムート。
シャントット
『ファイナルファンタジーXI』より。魔法タイプ。召喚獣はラムウ。
プリッシュ
『ファイナルファンタジーXI』より。体力タイプ。召喚獣はバハムート。
ヴァン
『ファイナルファンタジーXII』より。敏捷タイプ。召喚獣はイフリート。
アーシェ・バナルガン・ダルマスカ
『ファイナルファンタジーXII』より。魔法タイプ。召喚獣はフェニックス。
ライトニング
『ファイナルファンタジーXIII』より。攻撃タイプ。召喚獣はオーディン。
スノウ・ヴィリアース
『ファイナルファンタジーXIII』より。体力タイプ。召喚獣はシヴァ。
ヤ・シュトラ
『ファイナルファンタジーXIV』より。回復タイプ。召喚獣はリヴァイアサン。
イダ・ヘクスト
『ファイナルファンタジーXIV』より。攻撃タイプ。召喚獣はラムウ。

### サブキャラクター
クリスタルを一定数集める、プレイポイント報酬で得る等の条件を満たす事で選択できるようになるキャラクター。
ガーランド
『ファイナルファンタジー』より。攻撃タイプ。召喚獣はオーディン。
マリア
『ファイナルファンタジーII』より。魔法タイプ。召喚獣はシヴァ。
ガイ
『ファイナルファンタジーII』より。体力タイプ。召喚獣はリヴァイアサン。
レオンハルト
『ファイナルファンタジーII』より。攻撃タイプ。召喚獣はオーディン。
皇帝
『ファイナルファンタジーII』より。魔法タイプ。召喚獣はナイツオブラウンド。
暗闇の雲
『ファイナルファンタジーIII』より。魔法タイプ。召喚獣はシヴァ。
カイン・ハイウインド
『ファイナルファンタジーIV』より。攻撃タイプ。召喚獣はオーディン。
ローザ・ファレル
『ファイナルファンタジーIV』より。回復タイプ。召喚獣はフェニックス。
エッジ
『ファイナルファンタジーIV』より。敏捷タイプ。召喚獣はイフリート。
ゴルベーザ
『ファイナルファンタジーIV』より。魔法タイプ。召喚獣はアレクサンダー。
レナ・シャルロット・タイクーン
『ファイナルファンタジーV』より。回復タイプ。召喚獣はフェニックス。
ガラフ・ハルム・バルデシオン
『ファイナルファンタジーV』より。体力タイプ。召喚獣はナイツオブラウンド。
クルル・マイア・バルデシオン
『ファイナルファンタジーV』より。魔法タイプ。召喚獣はラムウ。
ギルガメッシュ
『ファイナルファンタジーV』より。攻撃タイプ。召喚獣はオーディン。
エクスデス
『ファイナルファンタジーV』より。魔法タイプ。召喚獣はオーディン。
セリス・シェール
『ファイナルファンタジーVI』より。魔法タイプ。召喚獣はバハムート。
エドガー・ロニ・フィガロ
『ファイナルファンタジーVI』より。防御タイプ。召喚獣はアレクサンダー。
モグ
『ファイナルファンタジーVI』より。回復タイプ。召喚獣はラムウ。
ケフカ・パラッツォ
『ファイナルファンタジーVI』より。魔法タイプ。召喚獣はナイツオブラウンド。
ティファ・ロックハート
『ファイナルファンタジーVII』より。攻撃タイプ。召喚獣はシヴァ。
バレット・ウォーレス
『ファイナルファンタジーVII』より。体力タイプ。召喚獣はラムウ。
ユフィ・キサラギ
『ファイナルファンタジーVII』より。敏捷タイプ。召喚獣はイフリート。
ヴィンセント・ヴァレンタイン
『ファイナルファンタジーVII』より。魔法タイプ。召喚獣はオーディン。
レッドXIII
『ファイナルファンタジーVII』より。敏捷タイプ。召喚獣はイフリート。
セフィロス
『ファイナルファンタジーVII』より。攻撃タイプ。召喚獣はバハムート。
クラウド 2nd Ver.
『ファイナルファンタジーVII アドベントチルドレン』より。攻撃タイプ。召喚獣はバハムート。
ティファ 2nd Ver.
『ファイナルファンタジーVII アドベントチルドレン』より。攻撃タイプ。召喚獣はイフリート。
ザックス・フェア
『クライシス コア ファイナルファンタジーVII』より。攻撃タイプ。召喚獣はイフリート。
リノア・ハーティリー
『ファイナルファンタジーVIII』より。魔法タイプ。召喚獣はリヴァイアサン。
ラグナ・レウァール
『ファイナルファンタジーVIII』より。攻撃タイプ。召喚獣はシヴァ。
イデア・クレイマー
『ファイナルファンタジーVIII』より。魔法タイプ。召喚獣はアレクサンダー。
アルティミシア
『ファイナルファンタジーVIII』より。魔法タイプ。召喚獣はアレクサンダー。
ガーネット・ティル・アレクサンドロス17世
『ファイナルファンタジーIX』より。召喚タイプ。召喚獣はアレクサンダー。
エーコ・キャルオル
『ファイナルファンタジーIX』より。召喚タイプ。召喚獣はフェニックス。
クジャ
『ファイナルファンタジーIX』より。魔法タイプ。召喚獣はバハムート。
アーロン
『ファイナルファンタジーX』より。防御タイプ。召喚獣はフェニックス。
ジェクト
『ファイナルファンタジーX』より。攻撃タイプ。召喚獣はイフリート。
シーモア＝グアド
『ファイナルファンタジーX』より。魔法タイプ。召喚獣はリヴァイアサン。
ユウナ 2nd Ver.
『ファイナルファンタジーX-2』より。敏捷タイプ。召喚獣はバハムート。
リュック 2nd Ver.
『ファイナルファンタジーX-2』より。敏捷タイプ。召喚獣はイフリート。
パイン
『ファイナルファンタジーX-2』より。攻撃タイプ。召喚獣はシヴァ。
アフマウ
『ファイナルファンタジーXI』より。攻撃タイプ。召喚獣はアレクサンダー。
リリゼット
『ファイナルファンタジーXI』より。敏捷タイプ。召喚獣はシヴァ。
バルフレア
『ファイナルファンタジーXII』より。攻撃タイプ。召喚獣はアレクサンダー。
フラン
『ファイナルファンタジーXII』より。敏捷タイプ。召喚獣はシヴァ。
ガブラス
『ファイナルファンタジーXII』より。防御タイプ。召喚獣はラムウ。
ホープ・エストハイム
『ファイナルファンタジーXIII』より。魔法タイプ。召喚獣はアレクサンダー。
ヲルバ＝ダイア・ヴァニラ
『ファイナルファンタジーXIII』より。回復タイプ。召喚獣はバハムート。
シド・レインズ
『ファイナルファンタジーXIII』より。魔法タイプ。召喚獣はラムウ。
セラ・ファロン
『ファイナルファンタジーXIII-2』より。魔法タイプ。召喚獣はバハムート。
ノエル・クライス
『ファイナルファンタジーXIII-2』より。攻撃タイプ。召喚獣はラムウ。
ライトニング 2nd Ver.
『ライトニング リターンズ ファイナルファンタジーXIII』より。敏捷タイプ。召喚獣はオーディン。
サンクレッド・ウォータース
『ファイナルファンタジーXIV』より。敏捷タイプ。召喚獣はイフリート。
アルフィノ・ルヴェユール
『ファイナルファンタジーXIV』より。魔法タイプ。召喚獣はフェニックス。
ヤ・シュトラ 2nd Ver.
『ファイナルファンタジーXIV』より。魔法タイプ。召喚獣はアレクサンダー。
ノクティス・ルシス・チェラム
『ファイナルファンタジーXV』より。攻撃タイプ。召喚獣はリヴァイアサン。
グラディオラス・アミシティア
『ファイナルファンタジーXV』より。防御タイプ。召喚獣はラムウ。
イグニス・スキエンティア
『ファイナルファンタジーXV』より。魔法タイプ。召喚獣はリヴァイアサン。
プロンプト・アージェンタム
『ファイナルファンタジーXV』より。敏捷タイプ。召喚獣はシヴァ。
アラネア・ハイウィンド
『ファイナルファンタジーXV』より。攻撃タイプ。召喚獣はシヴァ。
ラムザ・ベオルブ
『ファイナルファンタジータクティクス』より。防御タイプ。召喚獣はナイツオブラウンド。
アグリアス・オークス
『ファイナルファンタジータクティクス』より。防御タイプ。召喚獣はリヴァイアサン。
シドルファス・オルランドゥ
『ファイナルファンタジータクティクス』より。攻撃タイプ。召喚獣はラムウ。
エース
『ファイナルファンタジー零式』より。魔法タイプ。召喚獣はバハムート。
マキナ・クナギリ
『ファイナルファンタジー零式』より。攻撃タイプ。召喚獣はイフリート。
レム・トキミヤ
『ファイナルファンタジー零式』より。回復タイプ。召喚獣はオーディン。
クラサメ・スサヤ
『ファイナルファンタジー零式』より。魔法タイプ。召喚獣はナイツオブラウンド。
キアラン
『ファイナルファンタジー・クリスタルクロニクル』より。防御タイプ。召喚獣はシヴァ。
ザッシュ
『ファイナルファンタジーUSA ミスティッククエスト』より。攻撃タイプ。召喚獣はシヴァ。
ウォル
『メビウス ファイナルファンタジー』より。攻撃タイプ。召喚獣はイフリート。
デシ
『ファイナルファンタジー レコードキーパー』より。魔法タイプ。召喚獣はナイツオブラウンド。
コスモス
『ディシディア ファイナルファンタジー』より。回復タイプ。召喚獣はフェニックス。
カオス
『ディシディア ファイナルファンタジー』より。攻撃タイプ。召喚獣はバハムート。
マーテリア
『ディシディア ファイナルファンタジー オペラオムニア』より。防御タイプ。召喚獣はアレクサンダー。
スピリタス
『ディシディア ファイナルファンタジー オペラオムニア』より。魔法タイプ。召喚獣はイフリート。
チョコボ
『チョコボシリーズ』より。敏捷タイプ。召喚獣はフェニックス。

## 収録曲
太字は初登場。前作・前々作収録曲でも曲の長さや譜面が調整されている。派生作品・続編の曲も一部含まれる。
ファイナルファンタジー
- FINAL FANTASY メドレー（BMS+FMS）
- 戦闘シーン（BMS）
- 中ボスバトル（BMS）
- ラストバトル（BMS）
- メイン・テーマ（FMS）
- オープニング・テーマ（FMS）
- マトーヤの洞窟（FMS）
- グルグ火山（FMS）

ファイナルファンタジーII
- FINAL FANTASY II メドレー（BMS+FMS）
- 戦闘シーン1（BMS）
- 反乱軍のテーマ（BMS）
- 戦闘シーン2（BMS）
- 戦闘シーンA（BMS）
- メインテーマ（FMS）
- 魔導士の塔（FMS）
- ダンジョン（FMS）

ファイナルファンタジーIII
- FINAL FANTASY III メドレー（BMS+FMS）
- バトル1（BMS）
- バトル2（BMS）
- 最後の死闘（BMS）
- 悠久の風（FMS）
- 禁断の地 エウレカ（FMS）
- 闇のクリスタル（FMS）
- クリスタルタワー（FMS）
- ドーガとウネの館（FMS）

ファイナルファンタジーIV
- FINAL FANTASY IV メドレー（BMS+FMS）
- バトル1（BMS）
- バトル2（BMS）
- ゴルベーザ四天王とのバトル（BMS）
- 最後の闘い（BMS）
- 赤い翼（FMS）
- 巨人のダンジョン（FMS）
- 愛のテーマ（FMS）
- トロイア国（FMS）
- 魔導船（FMS）
- ファイナルファンタジーIV メインテーマ（FMS）

ファイナルファンタジーV
- FINAL FANTASY V メドレー（BMS+FMS）
- ファイナルファンタジーV メインテーマ（BMS）
- バトル1（BMS）
- バトル2（BMS）
- ビッグブリッヂの死闘（BMS）
- 決戦（BMS）
- 暁の戦士（BMS）
- 光を求めて（BMS）
- 最後の闘い（BMS）
- 4つの心（FMS）
- はるかなる故郷（FMS）
- マンボdeチョコボ（FMS）
- 古代図書館（FMS）

ファイナルファンタジーVI
- FINAL FANTASY VI メドレー（BMS+FMS）
- 戦闘（BMS）
- 決戦（BMS）
- 死闘（BMS）
- ロックのテーマ（BMS）
- 妖星乱舞（BMS）
- 幻獣を守れ！（BMS）
- ティナのテーマ（FMS）
- 仲間を求めて（FMS）
- 飛空艇ブラックジャック（FMS）
- セリスのテーマ（FMS）
- エドガー、マッシュのテーマ（FMS）

ファイナルファンタジーVII
- FINAL FANTASY VII メドレー（BMS+FMS）
- 闘う者達（BMS）
- 更に闘う者達（BMS）
- J-E-N-O-V-A（BMS）
- エアリスのテーマ（BMS）
- 片翼の天使（BMS）
- 神の誕生（BMS）
- 自由の代償（BMS）
- オープニング～爆破ミッション（BMS）
- ソルジャーの闘い（BMS）
- F.F.VIIメインテーマ（FMS）
- ゴールドソーサー（FMS）
- 星降る峡谷（FMS）
- 空駆けるハイウィンド（FMS）

ファイナルファンタジーVIII
- FINAL FANTASY VIII メドレー（BMS+FMS）
- Don't be Afraid（BMS）
- Force Your Way（BMS）
- The Man with the Machine Gun（BMS）
- Maybe I'm a Lion（BMS）
- Shuffle or Boogie（BMS）
- Premonition（BMS）
- The Extreme（BMS）
- Blue Fields（FMS）
- Balamb GARDEN（FMS）
- Love grows（FMS）
- Fisherman's Horizon（FMS）
- Ride On（FMS）
- The Castle（FMS）

ファイナルファンタジーIX
- FINAL FANTASY IX メドレー（BMS+FMS）
- バトル1（BMS）
- バトル2（BMS）
- ハンターチャンス（BMS）
- 守るべきもの（BMS）
- 破滅への使者（BMS）
- 最後の闘い（BMS）
- あの丘を越えて（FMS）
- 独りじゃない（FMS）
- ローズ・オブ・メイ（FMS）
- いつか帰るところ（FMS）
- その扉の向こうに（FMS）

ファイナルファンタジーX
- FINAL FANTASY X メドレー（BMS+FMS）
- ノーマルバトル（BMS）
- シーモアバトル（BMS）
- 召喚獣バトル（BMS）
- Otherworld（BMS）
- Blitz Off（BMS）
- お熱いのをくれてやるよ（BMS）
- ザナルカンドにて（FMS）
- 雷平原（FMS）
- 萌動（FMS）
- いつか終わる夢（FMS）
- スピラの情景（FMS）
- 極北の民（FMS）
- スフィアハンター・カモメ団（FMS）

ファイナルファンタジーXI
- FINAL FANTASY XI メドレー（BMS+FMS）
- Battle Theme（BMS）
- Awakening（BMS）
- Fighters of the Crystal（BMS）
- Shinryu（BMS）
- Ragnarok（BMS）
- Ronfaure（FMS）
- Selbina（FMS）
- The Sanctuary of Zi‘Tah（FMS）
- Gustaberg（FMS）
- Recollection（FMS）

ファイナルファンタジーXII
- FINAL FANTASY XII メドレー（BMS+FMS）
- FINAL FANTASY ～FFXIIバージョン～（BMS）
- 剣の一閃（BMS）
- 自由への闘い（BMS）
- 死闘（BMS）
- 召喚獣戦（BMS）
- 王都ラバナスタ/市街地上層（FMS）
- 東ダルマスカ砂漠（FMS）
- ギーザ草原（FMS）
- モスフォーラ山地（FMS）
- 童心（FMS）
- フォーン海岸（FMS）

ファイナルファンタジーXIII
- FINAL FANTASY XIII メドレー（BMS+FMS）
- 閃光（BMS）
- ブレイズエッジ（BMS）
- 動乱のエデン（BMS）
- ラストハンター（BMS）
- 女神の騎士（BMS）
- 魂の解放者（BMS）
- 運命への反逆（BMS）
- 疾走（BMS）
- LIGHTNING RETURNS（BMS）
- 宿命への抗い（BMS）
- サンレス水郷（FMS）
- 色のない世界（FMS）
- ドレッドノート大爆進！（FMS）
- クレイジーチョコボ（FMS）

ファイナルファンタジーXIV
- FINAL FANTASY XIV メドレー（BMS+FMS）
- 英傑 ～ナイツ・オブ・ラウンド討滅戦～（BMS）
- 不吉なる前兆（BMS）
- 堕天せし者（BMS）
- 善王モグル・モグXII世（BMS）
- 堕天せし者（BMS）
- 天より降りし力（BMS）
- ローカス ～機工城アレキサンダー：起動編～（BMS）
- メタル：ブルートジャスティスモード ～機工城アレキサンダー：律動編～（BMS）
- ライズ ～機工城アレキサンダー：天動編～（BMS）
- 忘却の彼方 ～蛮神シヴァ討滅戦～（BMS）
- 過重圧殺！ ～蛮神タイタン討滅戦～（BMS）
- ネメシス（BMS）
- 混沌の渦動 ～蛮神リヴァイアサン討滅戦～（BMS）
- 灼熱の地へ（FMS）
- 嵐の中の灯火 ～怪鳥巨塔 シリウス大灯台～（FMS）
- 万世の言葉 ～禁書回収 グブラ幻想図書館～～（FMS）

ファイナルファンタジーXV
- FINAL FANTASY XV メドレー（BMS+FMS）
- APOCALYPSIS NOCTIS (Uncovered Trailer)（BMS）
- Veiled in Black（BMS）
- The Fight Is On!（BMS）
- OMNIS LACRIMA（BMS）
- Stand Your Ground（BMS）
- Up for the Challenge（BMS）
- Invidia（BMS）
- Valse di Fantastica（FMS）
- Somnus（FMS）
- NOCTIS（FMS）
- Flying R（FMS）

ファイナルファンタジータクティクス
- FINAL FANTASY TACTICS メドレー（BMS+FMS）
- Trisection（BMS）
- Ultema The Nice Body（BMS）
- 橋上の戦い（BMS）
- Antipyretic（BMS）
- Prologue Movie（BMS）

ファイナルファンタジー零式
- 戦-白の兵器（BMS）
- 我ら来たれり（BMS）
- 朱雀の炎（BMS）
- フィニスの刻（FMS）
- 踏みしめる大地（FMS）

ファイナルファンタジー・クリスタルクロニクル
- 怪物の輪舞～ロンド～（BMS）
- This Is The End For You!（BMS）
- 融合、降臨（BMS）
- 約束のうるおい（FMS）
- 今日が来て、明日になって（FMS）
- アクロス・ザ・ディバイド（FMS）

ファイナルファンタジーUSA ミスティッククエスト
- バトル1（BMS）
- バトル2（BMS）
- バトル3（BMS）
- 最後の城（FMS）

ディシディア ファイナルファンタジー
- DISSIDIA FINAL FANTASY -Arcade- アレンジメドレー（BMS）
- 「反乱軍のテーマ - arrange -」from FINAL FANTASY II（BMS）
- 「悠久の風 - DFF arrange -」from FINAL FANTASY III（BMS）
- 「妖星乱舞 - arrange -」from FINAL FANTASY VI（BMS）
- 「不吉なる前兆 - arrange -」from FINAL FANTASY XIV（BMS）
- 「Antipyretic - arrange -」from FINAL FANTASY TACTICS（BMS）
- 「我ら来たれり - arrange -」from FINAL FANTASY 零式（BMS）
- 「God in Fire - arrange -」from DISSIDIA FINAL FANTASY（BMS）
- 「Massive Explosion (Short ver.)」from DISSIDIA FINAL FANTASY -Arcade-（BMS）
- DISSIDIA 012[duodecim] FINAL FANTASY【FINAL TRAILER】（BMS）

ファイナルファンタジー レコードキーパー
- FINAL FANTASY Record Keeper アレンジメドレー（BMS）
- ビッグブリッヂの死闘～Ver.2～ FFRK Ver. arrange（BMS）
- 決戦 FFRK Ver. arrange from FFVI（BMS）
- クレイジーモーターサイクル FFRK Ver. arrange from FFVII（BMS）
- The Man with the Machine Gun FFRK Ver. arrange from FFVIII（BMS）
- 閃光 FFRK Ver. arrange from FFXIII（BMS）
- UTAKATA ～泡沫～ FFRK Ver. arrange from FF零式（BMS）

メビウス ファイナルファンタジー
- Warrior of Light - MOBIUS FINAL FANTASY -（BMS）
- ダンシングエッジ（BMS）
- マジックマッドネス（BMS）
- ブレイクエスカレート（BMS）
- ファム・ファタール（BMS）

ワールド オブ ファイナルファンタジー
- バトル・ワールド（BMS）

シアトリズム ファイナルファンタジーシリーズ
- THEATRHYTHM FINAL FANTASY MENU アレンジメドレー（BMS+FMS）
- THEATRHYTHM FINAL FANTASY CURTAIN CALL Special Arrange Medley（BMS）
- ファイナルファンタジーV メインテーマ -シアトリズムFFAC Arrange- from FFV（BMS）
- ロックのテーマ -シアトリズムFFAC Arrange- from FFVI（BMS）
- J-E-N-O-V-A -シアトリズムFFAC Arrange- from FFVII（BMS）
- シーモアバトル -シアトリズムFFAC Arrange- from FFX（BMS）
- マトーヤの洞窟 -シアトリズムFFAC Arrange- from FF（FMS）
- 赤い翼 -シアトリズムFFAC Arrange- from FFIV（FMS）

その他ファイナルファンタジーシリーズ
- オープニング・テーマ（BMS）
- FFI-Vラスボスメドレー（BMS）
- FFVI-Xラスボスメドレー（BMS）
- FFXI-XIVラスボスメドレー（BMS）
- ノーマルバトルメドレー（BMS）
- 挑め超絶！ボスメドレー（BMS）
- 挑め超絶！ボスメドレー2（BMS）
- ビッグブリッヂの死闘メドレー（BMS）
- ビッグブリッヂの死闘（FINAL FANTASY V）（BMS）
- 飛空艇メドレー（FMS）
- 挑め超絶！フィールドメドレー（FMS）
- マンボdeチョコボ（FINAL FANTASY V）（FMS）
- FFモーグリのテーマ（FMS）

スクエニタイトル
チョコボの不思議なダンジョン 時忘れの迷宮
- ラファエロ戦（BMS）

Sa・Ga2 秘宝伝説
- 死闘の果てに（BMS）

ロマンシング サ・ガ
- 決戦！サルーイン（BMS）
- 下水道（FMS）

ロマンシング サ・ガ　-ミンストレルソング-
- 熱情の律動（BMS）

ロマンシング サ・ガ2
- 七英雄バトル（BMS）

ロマンシング サ・ガ3
- 四魔貴族バトル1（BMS）
- 四魔貴族バトル2（BMS）

サガ フロンティア
- Battle #5（BMS）
- Last Battle -T260G-（BMS）

サガ フロンティア2
- Feldschlacht III（BMS）
- Mißgestalt（BMS）

聖剣伝説 ファイナルファンタジー外伝
- 聖剣を求めて（BMS）

聖剣伝説2
- 少年は荒野をめざす（BMS）
- 子午線の祀り（BMS）
- 危機（BMS）

聖剣伝説3
- Swivel（BMS）
- Powell（FMS）

聖剣伝説 LEGEND OF MANA
- ホームタウン・ドミナ（FMS）
- 滅びし煌めきの都市（FMS）

すばらしきこのせかい
- Twister（BMS）
- Calling（FMS）

クロノ・トリガー
- クロノ・トリガー（BMS）
- カエルのテーマ（BMS）
- 魔王決戦（BMS）
- 世界変革の時（BMS）
- 風の憧憬（FMS）
- 時の回廊（FMS）

ゼノギアス
- 紅蓮の騎士（BMS）
- 飛翔（BMS）

ライブ・ア・ライブ
- MEGALOMANIA（BMS）
- 鳥児在天空飛翔 魚児在河里游泳（FMS）

ニーア オートマタ
- 美シキ歌（BMS）
- 遊園施設（FMS）
- エミール／ショップ（FMS）